# Massimo Sulli
Massimo Sulli (ur. 12 grudnia 1963 w Rzymie) – włoski judoka i sędzia. Olimpijczyk z Barcelony 1992, gdzie zajął dziewiąte miejsce w wadze lekkiej.
Piąty na mistrzostwach świata w 1991; uczestnik zawodów w 1987. Startował w Pucharze Świata w latach 1990–1992. Mistrz igrzysk śródziemnomorskich w 1991. Brązowy medalista MŚ wojskowych w 1987 roku.

## Letnie Igrzyska Olimpijskie 1992
| Konkurencja | Eliminacje                    | Eliminacje            | Eliminacje         | Repasaże            | Repasaże            | Klas. końcowa |
| Konkurencja | Przeciwnik I                  | Przeciwnik II         | Przeciwnik III     | Przeciwnik I        | Przeciwnik II       | Miejsce       |
| ----------- | ----------------------------- | --------------------- | ------------------ | ------------------- | ------------------- | ------------- |
| 71 kg       | Majemite Omagbaluwaje (NGA) Z | Rubens Joseph (HAI) Z | Chung Hoon (KOR) P | Malick Seck (SEN) Z | Oren Smadża (ISR) P | 9.            |